# Марк Сей
Марк Сей (*Marcus Seius, бл. 85 до н. е. —46 до н. е.) — давньоримський комерційний діяч, латифундіст.

## Життєпис
Походив зі стану вершників. За ннародженням належав до етрусків. Народився у м. Вольсінії, Етрурія (сучасне м. Больцано). Син Марка Сея. Займався переважно комерцією і утримувався від участі в політиці. За своїми поглядами був близький до цезаріанців, але мав дружні та ділові зв'язки у всіх партіях, спілкуючись з Клавдієм Пульхром, Цицероном, Варроном, Аттіком.
52 року до н. е. в суді звинувачував у насильницьких діях Марка Сауфея, співучасника вбивства Клодія і одного з ватажків збройних загонів Мілона. Сауфія було виправдано. У 51 році до н. е. Сей якимось чином постраждав під час судового процесу за обвинуваченням Плеторія у здирництві. У 46 році до н. е. входив в оточення Гая Юлія Цезаря. У 44 році до н. е. отримав звання легата.
Сей володів віллою в Остії і успішно вів сільське господарство, завдяки чому дуже розбагатів. Окрім того, полюбляв добре попоїсти. Винайшов популярну страву з гусячої печінки. Помер у листопаді 46 року до н. е.